# Военни кореспонденти в Сръбско-българската война
Военните кореспонденти са журналисти, представители на печатно издание в Генералния щаб на армията на Княжество България по време на Сръбско-българската война (1885).
Съединението на Княжество България и Източна Румелия привлича в Пловдив чуждестранни кореспонденти и художници-баталисти. Отразяват събитието и очакват развитие на българо-турски конфликт.
В началото на Сръбско-българската война от 2 ноември 1885 г. се движат заедно с армията на Княжество България при нейния марш-маньовър от южната към западната граница. През тези три дена изпращат само официалните правителствени съобщения за хода на бойните действия.
Военните кореспонденти са 12, сред тях по-известни са:
- Спиридон Гопчевич - вестник „Берлинер Тагблат“
- Артур фон Хун - вестник „Кьолнише Цайтунг“
- Ж. Филион – агенция „Хавас“
- Анри дьо Ламот – вестник „Тан“
- д-р Ш. Роа – в. „Ендепанданс Белж“
- Юлиус – вестник „Дейли Нюз”
- Антони Пьотровски – списание „График“
- д-р Хитил – в. „Нойе Фрае Пресе“
- полковник Евгений Кочетов – в. „Новое время“

Те стават свидетели на тридневните отбранителни боеве при Сливница, контранастъплението и овладяването на Пирот. Изпращат кореспонденциите си с конни куриери до София. Преглеждат се от офицери на Генералния щаб и се изпращат до изданията от Софийската телеграфо-пощенска станция. След войната част от кореспондентите издават своите репортажи, които обикновено симпатизират на българската кауза в самостоятелни издания.